# Matigramma psegmapteryx
Matigramma psegmapteryx là một loài bướm đêm trong họ Erebidae.